# Kiwirrkurra
Kiwirrkurra, ou não-oficialmente Kiwirrkura, é uma pequena comunidade na Austrália Ocidental, no deserto de Gibson, a 1200 km a leste de Port Hedland e 700 km a oeste de Alice Springs. Tinha 216 habitantes em 2011. É habitualmente referida como a comunidade mais remota da Austrália.